# Publicat
Publicat S.A. – spółka akcyjna z siedzibą w Poznaniu, zajmująca się działalnością wydawniczą. Jednostka dominująca grupy, w skład której wchodzą wydawnictwa: Elipsa, Papilon, Publicat, Wydawnictwo Dolnośląskie, Wydawnictwo Książnica i Centrum Edukacji Dziecięcej.

## Działalność
Grupa Publicat poprzez swoje wydawnictwa działa w różnych segmentach rynku:
- Elipsa (Poznań) specjalizuje się w albumach i poradnikach tematycznych[3];
- Książnica (Katowice) wydaje głównie beletrystykę, w tym powieści kryminalne i romanse, a także powieści historyczne[4];
- Papilon (Poznań) publikuje książki dla dzieci do lat 12[5];
- Publicat (Poznań) wydaje pozycje popularnonaukowe, krajoznawcze i poradniki, przeznaczone dla dorosłych i młodzieży[6];
- Wydawnictwo Dolnośląskie (Wrocław) publikuje literaturę piękną, beletrystykę, a także pozycje związane z Dolnym Śląskiem; jego nakładem ukazały się m.in. serie: „A To Polska Właśnie”, „Biblioteka Klasyki”, „Historia i Tradycja” i „Skarbiec Miast Polskich”[7];
- Centrum Edukacji Dziecięcej (Poznań) specjalizuje się w książkach edukacyjnych dla dzieci do lat 9 oraz w publikacjach dla rodziców i nauczycieli[8].

W roku 2005 grupa (w skład której wchodziły wówczas: Publicat, Książnica i Wydawnictwo Dolnośląskie) opublikowała łącznie 599 tytułów, w tej liczbie 246 nowości. Przychody grupy wyniosły ponad 40 mln zł, o 15% więcej niż w roku 2004.

## Historia
Firma rozpoczęła działalność w roku 1990 pod nazwą „Podsiedlik-Raniowski i S-ka Sp. z o.o.”. Początkowo wydawała książki dla dzieci, z biegiem czasu poszerzając ofertę o poradniki, beletrystykę i pozycje popularnonaukowe. W 2004 zmianie uległa nazwa firmy, jak i forma prawna – ze spółki z ograniczoną odpowiedzialnością na spółkę akcyjną. Dalszy rozwój spółki polegał na przejęciu kilku wydawnictw: wrocławskiego Wydawnictwa Dolnośląskiego w 2004, katowickiej Książnicy w 2005 i warszawskiej Elipsy w marcu 2007. W 2006 utworzone zostało wydawnictwo Papilon, publikujące pozycje dla dzieci.